# 암웨이 아레나
암웨이 아레나(영어: Amway Arena)는 미국 플로리다주 올랜도에 위치한 실내 경기장이다. 과거 NBA 올랜도 매직과 WNBA 올랜도 미러클 그리고 IHL 올랜도 솔저 베어스의 홈경기장으로 사용했다.
| NBA 올스타전 개최 경기장 |                      |           |
| 1991년                   | 1992년 올랜도 아레나 | 1993년    |
| 샬럿 콜리시엄            | 1992년 올랜도 아레나 | 델타 센터 |
|                          |                      |           |
|                          |                      |           |

| WNBA 올스타전 개최 경기장 |                           |          |
| 2000년                    | 2001년 TD 워터하우스 센터 | 2002년   |
| 아메리카 웨스트 아레나    | 2001년 TD 워터하우스 센터 | MCI 센터 |
|                           |                           |          |
|                           |                           |          |